# Henley Harbour
Henley Harbour is een spookdorp in de Canadese provincie Newfoundland en Labrador. De voormalige kustplaats bevindt zich in het zuidoosten van de regio Labrador. 

## Geografie
Henley Harbour is gelegen aan een inham van de Straat van Belle Isle en is enkel via het water bereikbaar. De dichtstbij gelegen plaats is het op Newfoundland gelegen Cook's Harbour dat op een vaarafstand van 45 km ligt. Het noordelijker gelegen Battle Harbour ligt op een vaarafstand van 48 km.

## Geschiedenis
Rond het jaar 1970 verhuisden alle inwoners van het vissersdorp in het kader van de provinciale politiek naar andere plaatsen en werd Henley Harbour een spookdorp. De plaats wordt soms wel nog aangedaan in de context van de seizoensvisserij.

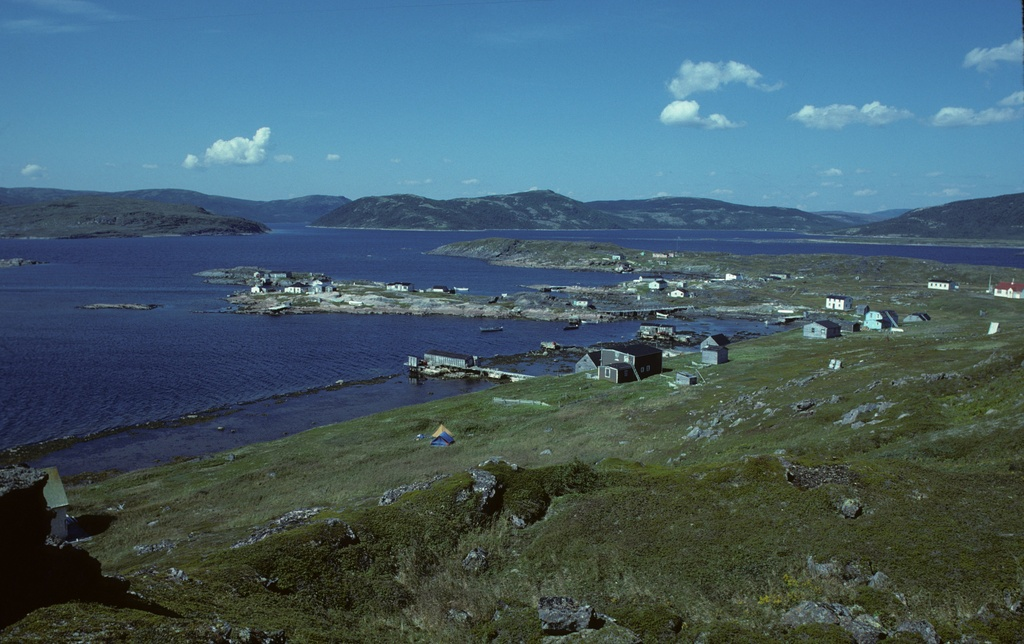
Zicht op Henley Harbour uit het jaar 2011